# Branko Ilić
Branko Ilić (Ljubljana, 6 februari 1983) is een Sloveens voormalig voetballer die doorgaans speelde als rechtsback. Tussen 2003 en 2020 was hij actief voor Olimpija Ljubljana, NK Domžale, Real Betis, FK Moskou, Lokomotiv Moskou, Anorthosis Famagusta, Hapoel Tel Aviv, FK Partizan, Astana FK, Urawa Red Diamonds, opnieuw Olimpija Ljubljana, Vejle BK en opnieuw NK Domžale. Ilić maakte in 2004 zijn debuut in het Sloveens voetbalelftal en kwam uiteindelijk tot drieënzestig interlandoptredens.

## Clubcarrière
Ilić debuteerde in 2003 in het betaald voetbal in het shirt van Olimpija Ljubljana, uit zijn geboorteplaats. Hij verkaste in januari 2005 naar NK Domžale. Hij speelde twee jaar bij die club, waarna hij in januari 2007 werd verhuurd aan Real Betis. Daar was hij de eerste Sloveense speler in de clubgeschiedenis. Ilić werd vervolgens definitief overgenomen door Betis, maar na verloop van tijd kreeg hij minder speeltijd en werd hij verhuurd aan FK Moskou. In januari 2010 werd zijn contract bij Betis ontbonden en tekende hij bij Lokomotiv Moskou. Na een periode bij het Cypriotische Anorthosis Famagusta verkaste Ilić in de zomer van 2013 samen met teamgenoot Jürgen Colin naar Hapoel Tel Aviv. Vervolgens kwam hij uit voor FK Partizan en Astana FK. Sinds januari 2016 speelt hij in Japan voor Urawa Red Diamonds. In februari 2017 keerde de Sloveen terug naar zijn vaderland, waar hij ging spelen voor Olimpija Ljubljana. Deze club verliet hij begin 2019 en hierop tekende hij voor een halfjaar bij Vejle BK. Zijn volgende club werd NK Domžale, waar hij tussen 2005 en 2007 ook al voor had gespeeld. In de zomer van 2020 besloot Ilić op zevenendertigjarige leeftijd een punt te zetten achter zijn actieve loopbaan.

## Interlandcarrière
Ilić debuteerde op 18 augustus 2004 in het Sloveens voetbalelftal. Op die dag werd er met 1–1 gelijkgespeeld tegen Joegoslavië. De verdediger begon in de basis en speelde het gehele duel mee. De andere debutanten dit duel waren Borut Semler (Bayern München), Andrej Komac (ND Gorica), Jalen Pokorn (Hapoel Nazareth) en Zlatko Dedič (Parma). Ilić werd tevens opgeroepen voor de Sloveense selectie op het WK 2010, maar gedurende alle drie de groepsduels kwam hij niet in actie.